# Carolin Simon
Carolin „Caro“ Simon (* 24. November 1992 in Kassel) ist eine deutsche Fußballspielerin. Seit 2019 steht die gelernte Linksverteidigerin beim FC Bayern München unter Vertrag.

## Karriere

### Vereine
Carolin Simon begann ihre Karriere beim GSV Eintracht Baunatal und wechselte im Sommer 2008 zum Regionalligisten TSV Jahn Calden.
Zum 1. Januar 2010 schloss sie sich dem Bundesligisten Hamburger SV an, für den sie in den folgenden zweieinhalb Jahren 48 Erstligaspiele bestritt, in denen ihr sechs Tore gelangen.
Nachdem der HSV im Sommer 2012 seine Mannschaft von der Bundes- in die Regionalliga zurückgezogen hatte, unterschrieb Simon zur Saison 2012/13 einen Zweijahresvertrag beim VfL Wolfsburg. In Wolfsburg kam sie allerdings lediglich in zwei DFB-Pokalspielen sowie für die zweite Mannschaft zum Einsatz. Ende Januar 2013 teilte der Verein die Auflösung des Vertrages in beiderseitigem Einvernehmen mit.
Kurz darauf wurde bekannt, dass Simon einen bis 30. Juni 2016 gültigen Vertrag bei Bayer 04 Leverkusen unterzeichnet hat. In Leverkusen gehörte sie in den folgenden dreieinhalb Jahren regelmäßig zur Startformation und konnte mit der Mannschaft 2015 den letztmals ausgetragenen DFB-Hallenpokal gewinnen.
Nach Ablauf ihres Vertrages wechselte Simon zur Saison 2016/17 zum Ligakonkurrenten SC Freiburg.
Am 2. Juli 2018 verkündete Champions-League-Sieger Olympique Lyon die Verpflichtung von Simon, wo sie neben Dzsenifer Marozsán und Lisa Weiß die dritte Deutsche im Kader war.
Zur Saison 2019/20 wurde sie vom FC Bayern München verpflichtet. Am 10. Januar 2023 verlängerte Simon ihren Vertrag bis 2024. 2021 und 2023 gewann sie mit den Münchnerinnen die Deutsche Meisterschaft. Im November 2023 wurde ihr Vertrag trotz eines Kreuzbandrisses vorzeitig bis 2025 verlängert. Bianca Rech, Abteilungsleiterin Frauenfußball des FCB, bezeichnete sie dabei als „eine der stärksten Linksfüßerinnen weltweit“. Am 4. Mai 2024 stand Simon beim 2:1-Auswärtssieg gegen Bayer 04 Leverkusen, und der damit feststehenden Titelverteidigung, erstmals seit ihrem Kreuzbandriss wieder im Kader.

### Nationalmannschaft
Für die Nationalmannschaft spielte Simon seit 2007 in den Altersklassen U-15 bis U-20. Mit letzterer nahm sie an der Weltmeisterschaft 2012 teil, bei der die Mannschaft nur ein Gegentor hinnehmen musste; im mit 0:1 verlorenen Finale gegen die Auswahl der USA. Zuvor konnte Simon 2008 und 2009 die U-17-Europameisterschaft gewinnen und war 2011 mit der U-19-Auswahl bei der Europameisterschaft in Italien erfolgreich.

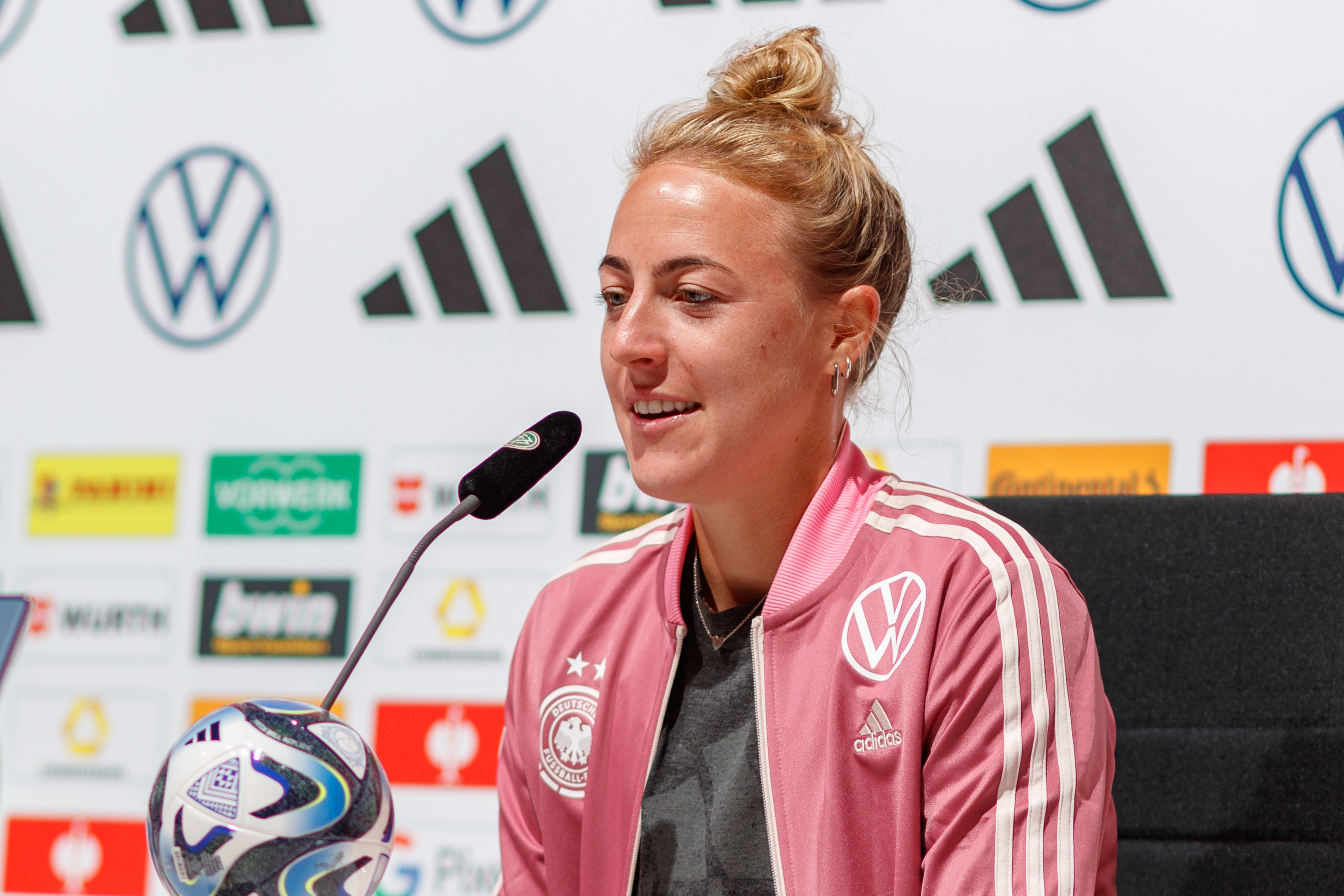
Carolin Simon bei einer Pressekonferenz im Rahmen der WM-Vorbereitung 2023

Im November 2016 für das Test-Länderspiel gegen die Auswahl Norwegens erstmals in den Kader der A-Nationalmannschaft berufen, kam sie am 29. November mit Einwechslung für Lina Magull zur zweiten Halbzeit zu ihrem Länderspieldebüt, das 1:1 unentschieden endete. Ihre ersten beiden A-Länderspieltore erzielte sie am 4. September 2018 in Tórshavn im letzten Gruppen- und Qualifikationsspiel für die 2019 in Frankreich stattfindende Weltmeisterschaft. Beim 8:0-Sieg über die Nationalmannschaft der Färöer-Inseln erzielte sie die Tore zum 4:0 und 7:0 in der 58. und 73. Minute. Für die Gruppenphase der WM 2019 wurde sie von der neuen Bundestrainerin Martina Voss-Tecklenburg ins deutsche Team berufen. Danach wurde sie mehr als zwei Jahre nicht mehr für die A-Nationalmannschaft der Frauen nominiert. Erst im Herbst 2022 wurde Simon wieder für die Länderspielreise in die USA nominiert.
Im letzten Vorbereitungsspiel für die WM 2023 in Australien und Neuseeland gegen Sambia erlitt Simon in der Nachspielzeit einen Kreuzbandriss und musste aus dem Kader gestrichen werden. Nach ihrer Genesung wurde sie bislang noch nicht wieder für die Nationalmannschaft nominiert und verpasste somit auch die EM 2025 in der Schweiz. Bundestrainer Christian Wück sagte im Hinblick auf ihre Nichtberücksichtigung, dass sich die Fähigkeit einzelner Spielerinnen ergänzen müssten und er diesbezüglich bei Simon einige Probleme sehe.

## Erfolge
Nationalmannschaften
- Finalist U20-Weltmeisterschaft 2012
- U-19-Europameister 2011
- U17-Europameister 2008, 2009
- Dritte der U-17-Weltmeisterschaft 2008

VfL Wolfsburg
- DFB-Pokal-Sieger 2013

Bayer 04 Leverkusen
- DFB-Hallenpokal der Frauen-Sieger 2015

Olympique Lyon
- Champions League-Sieger 2019
- Französischer Meister 2019
- Französischer Pokal-Sieger 2019

FC Bayern München
- Deutscher Meister 2021, 2023, 2024, 2025
- DFB-Pokal-Sieger 2025
- DFB-Supercup-Sieger 2024